# (La)Horde
Pour les articles homonymes, voir La Horde.
(La)Horde, également typographié (LA)HORDE ou (La) Horde, est un collectif d'artistes français, originaire de Paris. Reconnu pour son art chorégraphique très contemporain et imprégné de cultures numériques (on parle de « danse post-internet »,,,), il a pris la direction du Ballet national de Marseille depuis 2019.

## Biographie
Le collectif se forme autour de Marine Brutti (née en 1985, formée à la Haute école des arts du Rhin), Jonathan Debrouwer (né en 1985, formé à la Haute école des arts du Rhin) et Arthur Harel (né en 1990, formé au Conservatoire municipal Jean-Philippe-Rameau de Paris). Le collectif signe des œuvres issues de leurs rencontres avec des communautés en ligne, et emprunte son style à la danse contemporaine, au jumpstyle, à la danse techno, etc.
Le collectif se soude en 2011 autour d'une création de la Compagnie Arthur Harel (créée en 2009), Fragment(s), projet théâtral qui comprend une composition chorégraphique avec cinq danseurs à laquelle sont associés Marine Brutti et Jonathan Debrouwer. La pièce est jouée au Concours chorégraphique SACD Beaumarchais, parcourt différents festivals en France sur quinze dates, et en juin 2012 est programmée deux soirs de suite dans le grand studio du Centre national de la danse lors du Festival Danse Hip Hop Tanz.
En 2013, lors d'une résidence à La Halle aux cuirs de la Villette, au Théâtre Le Colombier et au Centre national de la danse, est créé All Along Far Away, dont les avants-premières sont jouées à Confluences en février 2013 avant d’être en représentation au Centre national de la danse en juin 2013 et à la Maison des pratiques artistiques amateurs–Saint-Germain en novembre 2013. C'est en 2013 que le collectif se baptise (La)Horde.
En 2015, leur spectacle incluant un groupe de danseurs amateurs âgés Void Island leur apporte la notoriété. Puis ils présentent le spectacle Avant les gens mouraient, avec les étudiants de l'École de danse contemporaine de Montréal.
Ils enchainent films et performances : Novaciéries (2015, primé au InShadow Festival de Lisbonne), Cloud Chasers (2016), The Master’s Tools (2017), Cultes (2019, primé au Kurzfilmtage de Winterthur en Suisse), Room With A View (2020, primé aux Music Video Awards de Berlin en Allemagne), Ghosts (2021, primé au festival Unifrance du court-métrage de Cannes en France).
Ils mettent en scène des pièces chorégraphiques, comme Night Owl en 2016 ou To Da Bone en 2017, avec 15 danseurs autodidactes de jumpstyle rencontrés sur Internet, qui est présenté à la Biennale de Charleroi/Danses, au Gymnase de Roubaix et au Théâtre de la Ville à Paris,,. En 2019, ils montent Marry Me in Bassiani en collaboration avec le Ballet Iveroni spécialisé dans la danse géorgienne, puis Room With A View en 2020, en collaboration avec le musicien Rone et 18 danseuses et danseurs de 12 nationalités, présenté (entre autres) au Théâtre du Châtelet. En 2022, ils présentent Roommates, un programme de six pièces courtes en collaboration avec Lucinda Childs, Claude Brumachon, Benjamin Lamarche, Peeping Tom, Cecilia Bengolea et François Chaignaud. La même année, ils montent une exposition dansée, We Should Have Never Walked on the Moon, mêlant comédie musicale, cinéma d’action et avant-garde chorégraphique, qui est présentée au Palais de Chaillot à Paris.
Le collectif se fait remarquer par son éclectisme : « à l'intersection de la danse, des arts visuels et de la performance. Ils se nourrissent de spectacles, de films, de livres... » ; « (ils) jouent sur plusieurs terrains : chorégraphie (avec To Da Bone à la Maison des arts de Créteil), performances, mises en scène, réalisations de films ou installations. Un collectif que la planète arty scrute, notamment pour son éclectisme affiché. D’où ce sobriquet de “horde” ». On leur reproche parfois un recyclage « (d)es clichés des contenus présents sur les réseaux sociaux qu’il prétend dénoncer », dans un « soft porn soi-disant ludique, assez brutal au demeurant ».
Artistes associés de la Maison des arts et de la culture de Créteil dès 2016, les trois membres du collectif sont nommés à la direction du Ballet national de Marseille en 2019.
Madonna fait appel à eux pour sa tournée mondiale The Celebration tour en 2023 et 2024 : ils sont chargés de "la direction artistique de la chorégraphie".

## Chorégraphie

### Créations chorégraphiques
- 2014 : Void Island, avec les seniors de la MPAA[18]
- 2014 : Avant les gens mouraient, avec les étudiants de l'École de danse contemporaine de Montréal (sur du jumpstyle)
- 2016 : Night Owl
- 2017 : To da Bone (sur du jumpstyle)[19]
- 2019 : Marry Me In Bassiani, avec le ballet géorgien Iveroni[20]
- 2020 : Room With A View, en collaboration avec Rone au Théâtre du Châtelet[21],[22]
- 2023 : Age Of Content[16]
- 2024 : I Want Absolute Beauty en collaboration avec Ivo Van Hove sur la vie de PJ Harvey avec Sandra Hüller

### Clips
- 2013 : Fire N' Rain, de Acid Washed
- 2014 : You Too, de Para One
- 2015 : Bach Off, de Nicolas Godin
- 2018 : Damn, dis-moi, de Christine and the Queens[23]
- 2022 : Unholy, de Sam Smith et Kim Petras[24]
- 2023 : I’m Not Here To Make Friends, de Sam Smith

### Concerts
- 2018 : Chris, de Christine and the Queens[25],[26]
- 2023 : The Celebration Tour, de Madonna[27],[28]
- 2023 : Gloria, de Sam Smith[29]

### Opéra
- 2019 : Lady Macbeth du district de Mtsensk, de Dmitri Chostakovitch, mise en scène de Fanny Ardant, costumes de Milena Canonero, Opéra d'Athènes[30]

### Publicité
- 2020 : Campagne Burberry, réalisée par Megaforce, chorégraphiée par (La)Horde[31]
- 2021 : Open Spaces, campagne Burberry, réalisée par Megaforce, chorégraphiée par (La)Horde[32]
- 2022 : Night Creature, campagne Burberry, réalisée par Megaforce, chorégraphiée par (La)Horde[33]

## Performances
- 2015 : Herein #Novaciéries pour la biennale du design de Saint-Étienne[34]
- 2016 : Herein #Novaciéries pour la nuit européenne des musées au Centre Georges Pompidou à Paris
- 2017 : The Master's Tools pour la Nuit blanche de Paris[35],[36]
- 2022 : We should have nerver walked on the moon au Palais des festivals et des congrès de Cannes et Théâtre national de Chaillot à Paris[37]

## Installation vidéos
- 2024 :Heureux sous son ombre, exposition à The Bass Museum of Art, Miami[38]
- 2023 : OPENING : (LA)HORDE, solo show à la Julia Stoschek Foundation, Berlin[39]
- 2017 : Les Danses post-Internet, exposition Lanceurs d'alerte à la Gaîté Lyrique[40]

## Filmographie

### Courts-métrages
- 2022 : Ghosts[41], réalisé par (La)Horde, sur un scénario de Spike Jonze, et une musique de Rone. Tourné au Musée des Beaux-Arts de Marseille[42]
- 2020 : Room With A View[43], réalisé par (La)Horde, avec une musique de Rone. Tourné au Théâtre du Châtelet de Paris[44]
- 2019 : Cultes, trip halluciné au cœur d’une foule, d’une communauté de corps soudés par la musique, la danse et l'émotion[45]
- 2018 : The Master's Tools[46], fresque en quatre tableaux d’installation performatives réalisées lors de Nuit blanche 2017, musique de Boe Strummer. Tourné en public sur un terrain de la SNCF, Halle Hébert, rue Cugnot à Paris
- 2017 : Bondy[47], film réalisé dans le cadre du projet de territoire piloté par la ville de Bondy avec le service « Arts et cultures », en partenariat avec le Centre national de la danse de Pantin et avec le soutien du Département de la Seine-Saint-Denis[48]
- 2016 : Cloud Chasers[49], Mutant Stage, série de courts-métrages chorégraphiques produits par la Fondation d'entreprise Galeries Lafayette, dans le cadre des travaux de réhabilitation du bâtiment occupé par Lafayette Anticipation[50]
- 2016 : Larger than Life[51]
- 2015 : Novaciéries[52], projet global qui mélange des images cinématographiques, des captations d'une performance avec les interprètes du film, et des images d'archives réalisées par les interprètes eux-mêmes[53]

### Documentaires
- 2018 : To Da Bone[54], réalisé par Laure Boyer et Édouard Mailaender, film sur les coulisses de la création de la pièce chorégraphique To Da Bone, de Charleroi à Montréal, des premiers moments sur scène jusqu'à la première au Festival TransAmériques
- 2021 : Download and run zoom : Lucinda Childs meets (LA)HORDE. Building momentum under lockdown, dans le cadre d’une série produite par le Manchester International Festival[55]

### Clips
- 2016 : Possession, pour DJ Parfait
- 2020 : Room With A View, pour Rone avec le Ballet national de Marseille
- 2025 : To be free, pour Sam Smith

## Prix
- 2014 : Premier prix du concours 100 % Talents des territoires dans la catégorie « Arts vivants » du Forum pour la gestion des villes et Berger-Levrault[56]
- 2017 : 2e prix du concours « Danse élargie » du Théâtre de la Ville de Paris et du Musée de la danse de Rennes[57]
- 2017 : Prix du Meilleur court-métrage pour Novaciéries au InShadow Festival de Lisbonne, Portugal[58]
- 2020 : Prix du Meilleur film pour Cultes, au Kurzfilmtage Winterthur, le festival du court-métrage de la Suisse[59]
- 2021 : Premier prix « Best Experimental » pour le clip Room With a View au Berlin Music Video Awards[60]
- 2022 : Prix du Nouveau talent de la chorégraphie de la SACD[61]
- 2023 : Prix des diffuseurs pour Ghosts à la 21e édition du Prix Unifrance du court-métrage, au Festival de Cannes[62]